# Justin Crandall
Justin Crandall, född 5 april 1992 i Lakeville, Minnesota, är en amerikansk professionell ishockeyspelare som spelar för Cardiff Devils i Elite Ice Hockey League.

## Karriär
Inför säsongen 2019/2020 skrev Crandall på för IF Björklöven i Hockeyallsvenskan. Inför säsongen 2021/2022 skrev han på för Cardiff Devils i Elite Ice Hockey League.